# Монастир Бьодо
Монасти́р Бьо́до або Бьо́до-і́н (яп. 平等院, びょうどういん, МФА: [bʲoːdoː in], «монастир рівності») — буддистський монастир в Японії.     Розташований за адресою: префектура Кіото, місто Удзі, мікрорайон Удзі-Ренґе 116. Монастирський титул — гора Ранкового сонця.   Головною святинею монастиря є статуя будди Аміди. До цінних пам'яток належать храм феніксів (національний скарб Японії).
 До середини 19 століття перебував під відомством двох сект: Тендай і Дзьодо. Об'єкт Світової Спадщини ЮНЕСКО в Японії, Національний скарб Японії.

## Короткі відомості
Початково, з 988 року, монастир Бьодо був заміською садибою регента Фудзівари но Мітінаґи. Проте у 1052 році його син Фудзівара но Йоріміті перебудував її у буддистський монастир, а наступного року звів головну споруду обителі — Храм Аміди, також відомий як «Храм феніксів». Першим головою обителі вважають ченця Мьосона.
1336 року більшість споруд монастиря Бьодо згоріли під час битви між Асікаґою Такаудзі та Кусунокі Масасіґе в районі містечка Удзі. Чудом уцілів лише «Храм феніксів», який по сьогодні залишається єдиною старожитньою будівлею монастиря.
З 1681 року господарством Бьодоїна опікувалися представники двох сект: Тендай і Дзьодо. Сьогодні вони продовжують нести відповідальність за монастир, але не мають право власності на нього.
Головною святинею Бьодо є статуя будди Аміда, що зберігається в «Храмі феніксів» і є Національним скарбом Японії. Окрім неї такий самий статус мають 51 статуя «бодхісаттв у хмарах». Цінною пам'яткою монастиря є старий дзвін 11 століття, який вважається одним з трьох найбільших дзвонів Японії.
У 1994 році монастир Бьодо було зараховано до Світової Спадщини ЮНЕСКО в складі групи старожитностей «Пам'ятки культури стародавнього Кіото».

## Галерея

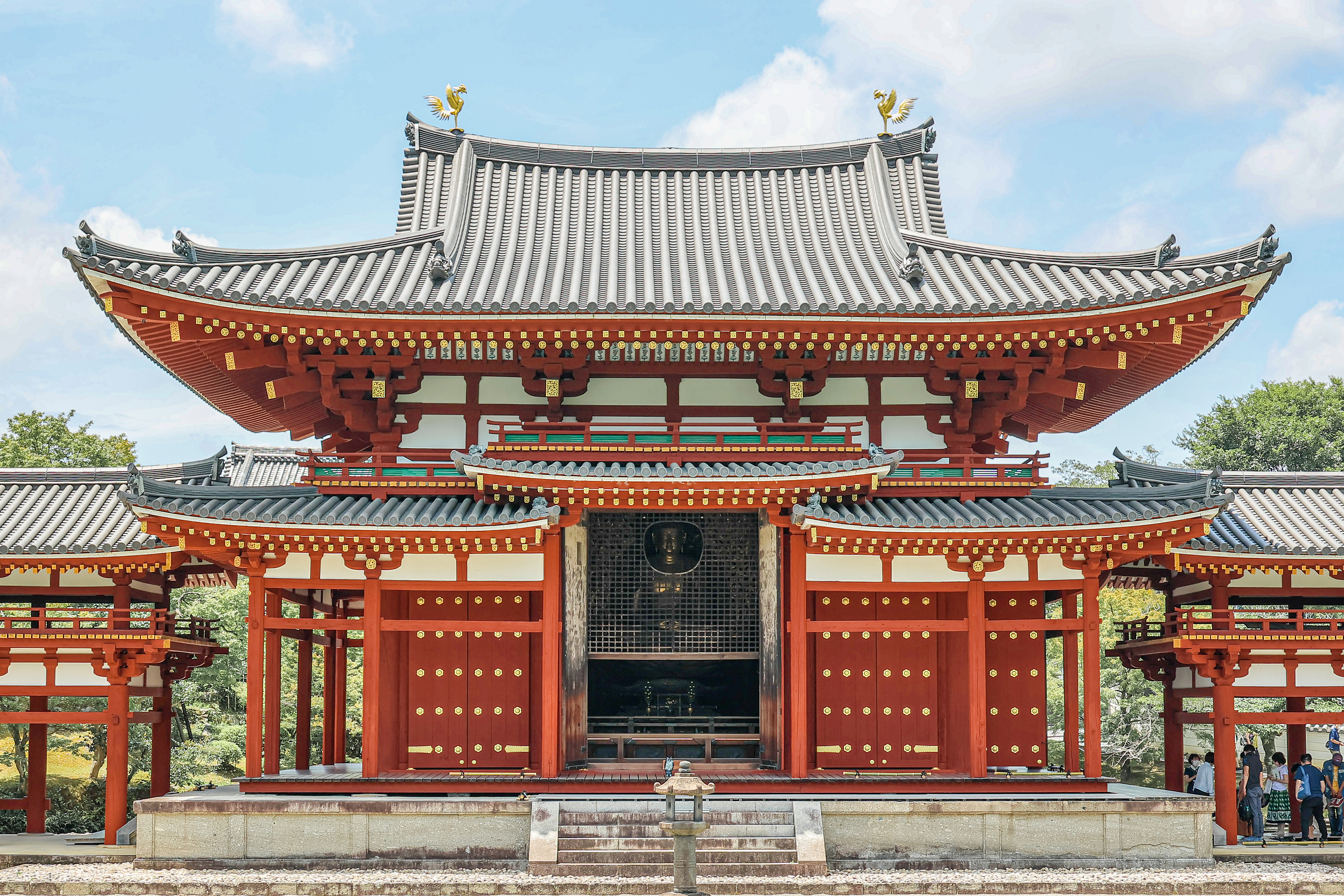
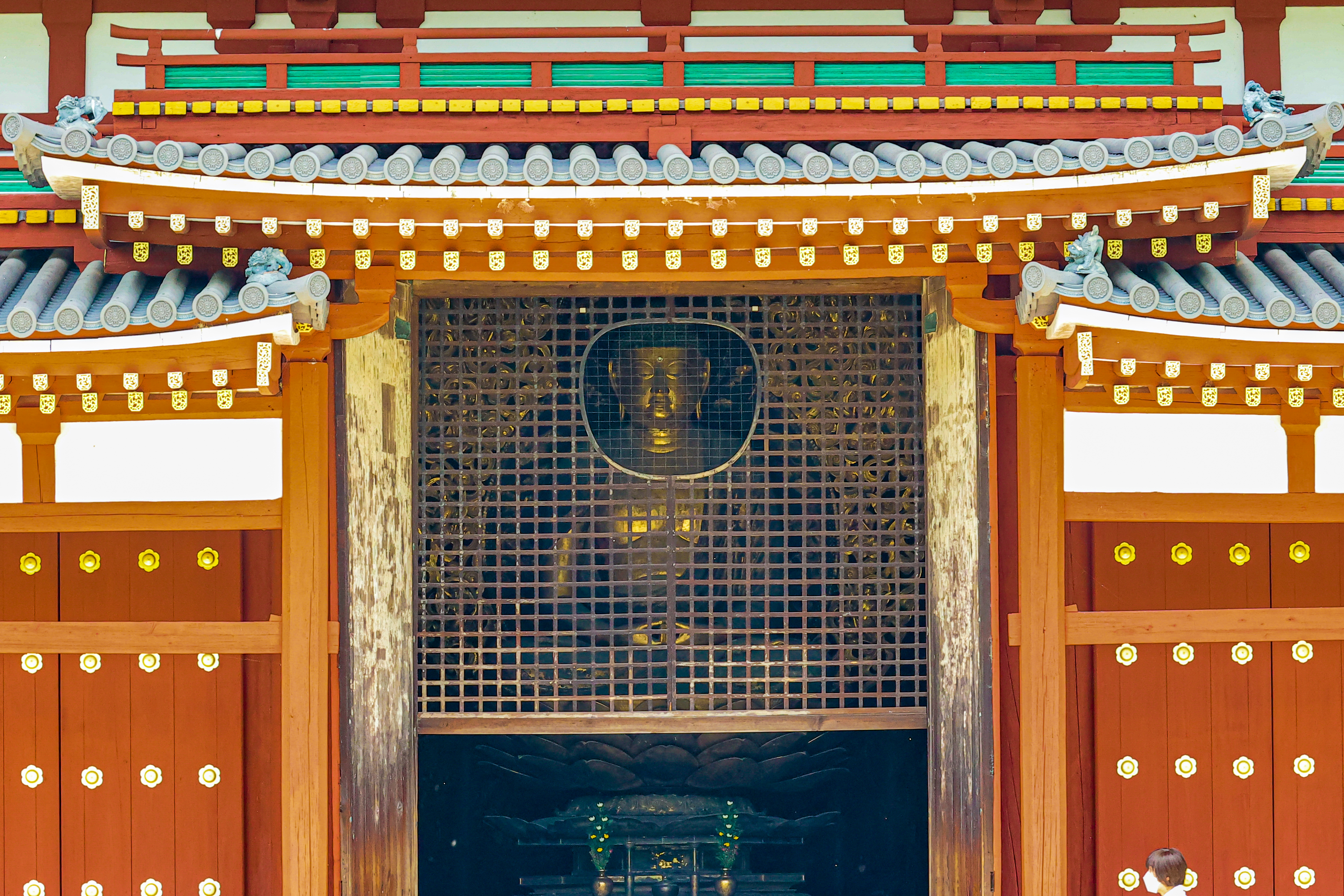
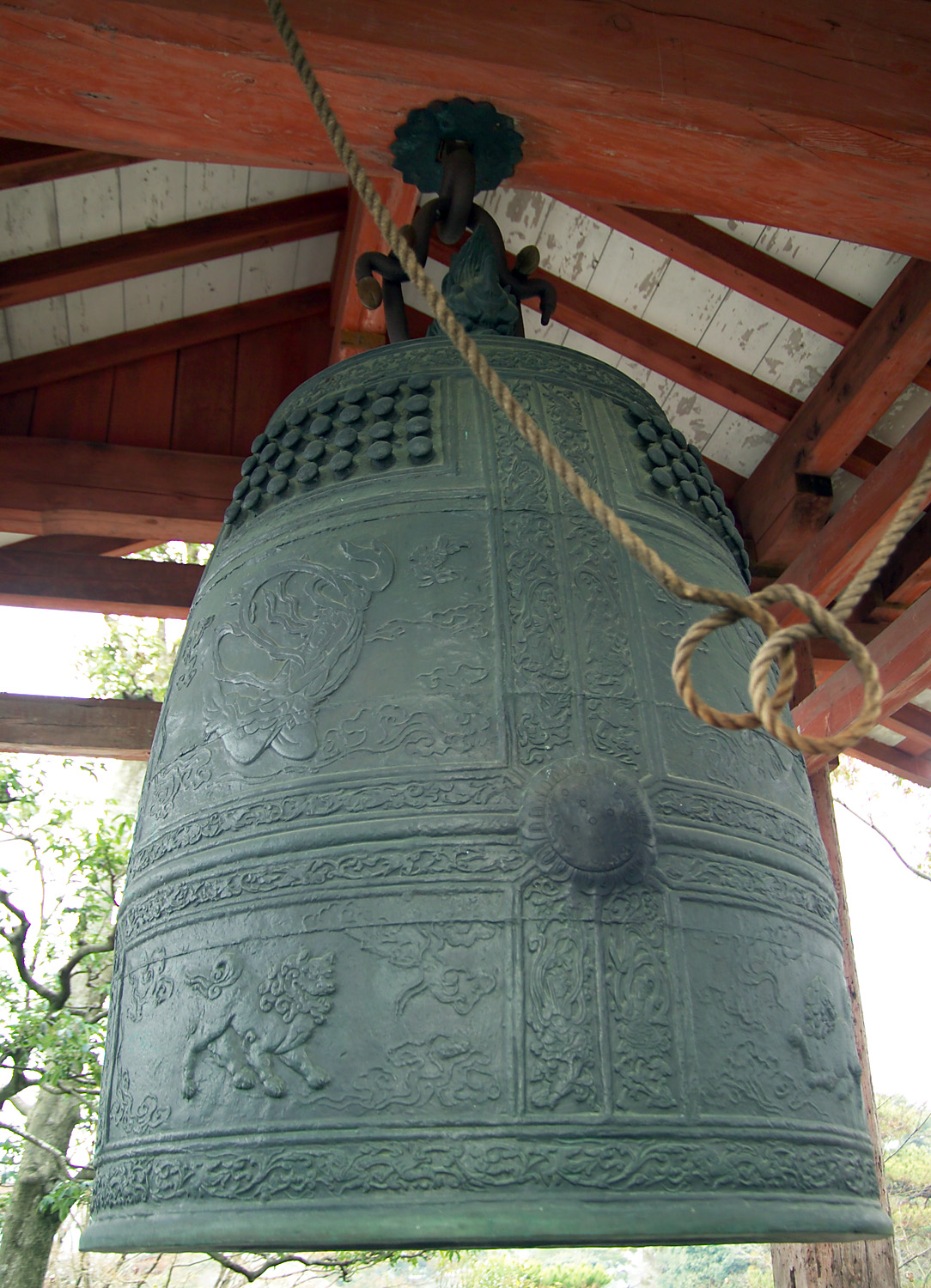
Монастирський дзвін
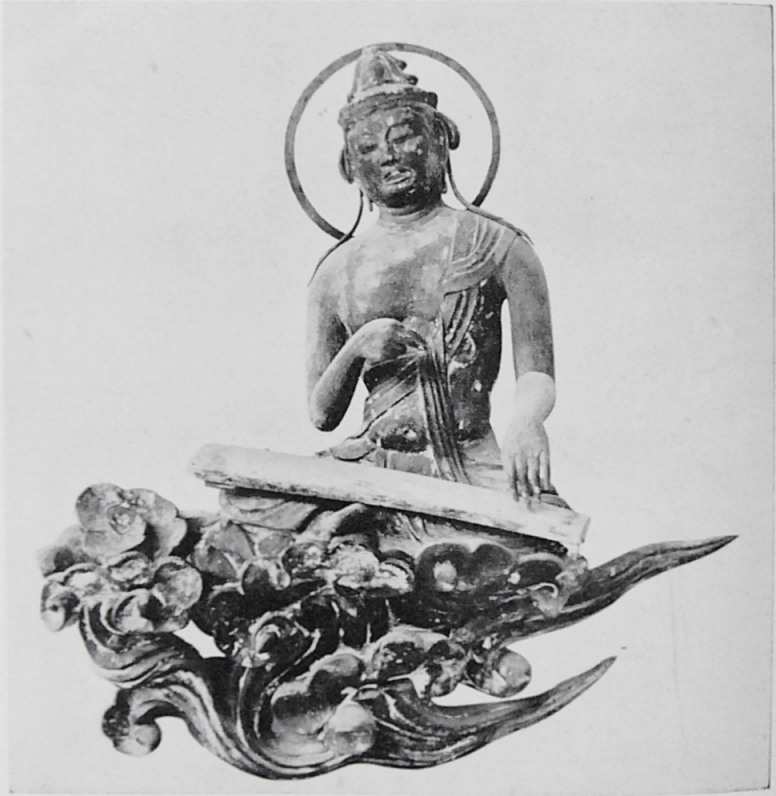
Бодхісаттва у хмарах
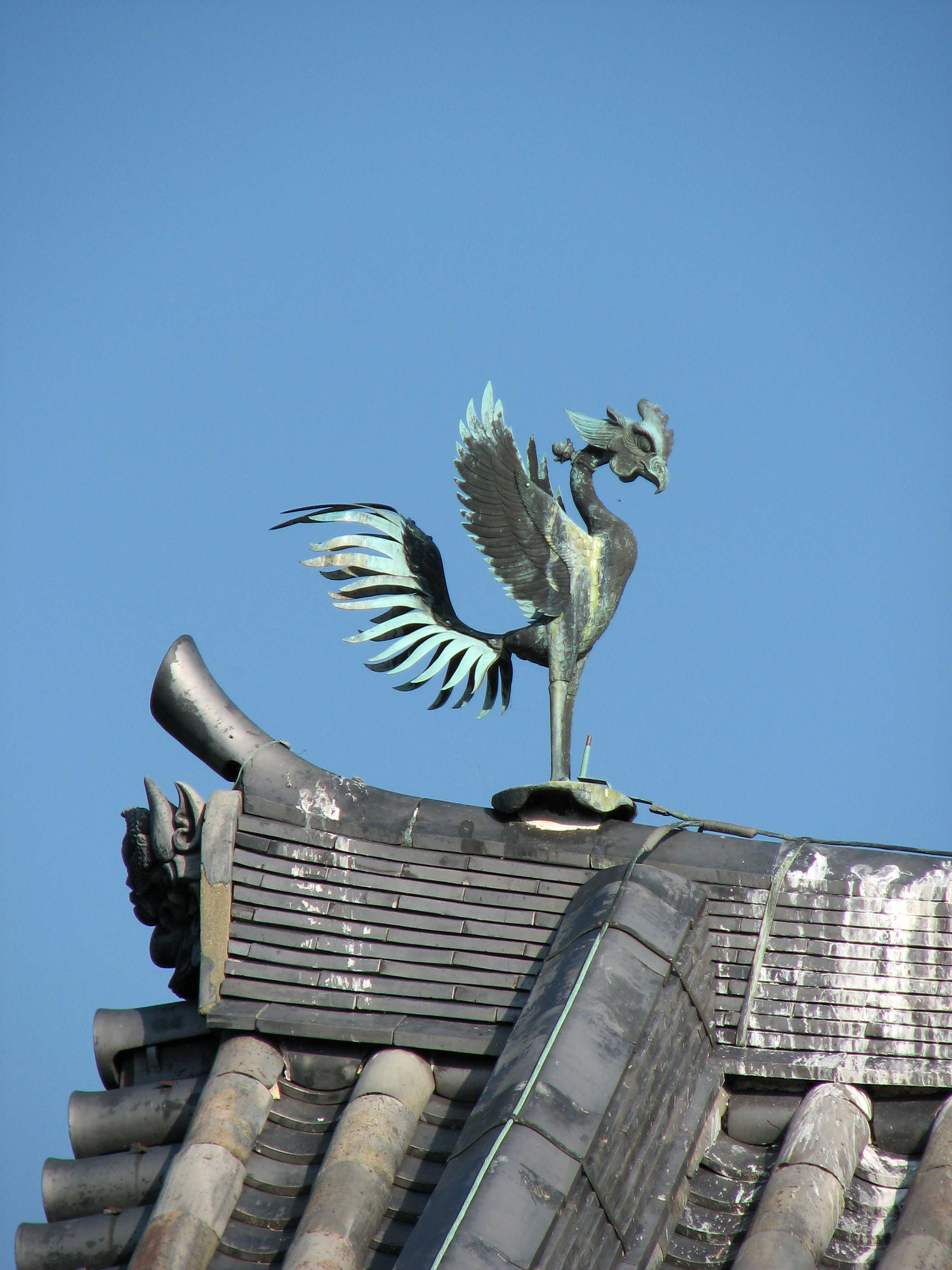
Фенікси на даху храму